# 318547 Fidrich
318547 Fidrich este un asteroid din centura principală de asteroizi.

## Descriere
318547 Fidrich este un asteroid din centura principală de asteroizi. A fost descoperit pe 2 aprilie 2005 la Piszkesteto de Krisztián Sárneczky. Asteroidul prezintă o orbită caracterizată de o semiaxă mare de 2,33 ua, o excentricitate de 0,12 și o înclinație de 2,9° în raport cu ecliptica.